# Ферід Шушан
Ферід Шушан (араб. فريد شوشان, нар. 19 квітня 1973, Сус) — туніський футболіст, що грав на позиції захисника.
Виступав, зокрема, за клуб «Етюаль дю Сахель», а також національну збірну Тунісу.

## Клубна кар'єра
У дорослому футболі дебютував 1990 року виступами за команду клубу «Етюаль дю Сахель», в якій провів вісім сезонів. 
Згодом з 1998 по 2002 рік грав у складі команд клубів «Клуб Африкен», «Ар-Райян» та «Клуб Африкен».
Завершив професійну ігрову кар'єру у клубі «Аль-Кадісія», за команду якого виступав протягом 2002—2003 років.

## Виступи за збірну
У 1996 році дебютував в офіційних матчах у складі національної збірної Тунісу. Протягом кар'єри у національній команді, яка тривала 6 років, провів у формі головної команди країни 25 матчів.
У складі збірної був учасником Кубка африканських націй 1996 року у ПАР, де разом з командою здобув «срібло», чемпіонату світу 1998 року у Франції, Кубка африканських націй 1998 року у Буркіна-Фасо.

## Титули і досягнення
- Срібний призер Кубка африканських націй: 1996